# وتدية شعرية
وتدية شعرية (الاسم العلمي:Corynebacterium pilosum) هي نوع من البكتيريا تتبع جنس الوتدية من فصيلة الوتديات.